# فریدنفلس
فریدنفلس (به آلمانی: Friedenfels) یک شهر در آلمان است که در Tirschenreuth واقع شده‌است. فریدنفلس ۱٬۳۲۸ نفر جمعیت دارد.